# 23867 Cathsoto
23867 Cathsoto este un asteroid din centura principală de asteroizi.

## Descriere
23867 Cathsoto este un asteroid din centura principală de asteroizi. A fost descoperit pe 14 septembrie 1998 la Socorro, New Mexico, în cadrul proiectului LINEAR. Asteroidul prezintă o orbită caracterizată de o semiaxă mare de 3,06 ua, o excentricitate de 0,16 și o înclinație de 5,7° în raport cu ecliptica.